# Szívrák
A szívrák nagyon ritkán előforduló betegség, de mivel az emberi test összes sejtje képes rosszindulatú burjánzásra, így a szív esetében is előfordulhat ez az elváltozás. Mivel a szív mezodermális eredetű, ezért rákja a szarkómák közé tartozik.

## Tünetek
Sokáig úgy vélte az orvostudomány, hogy a szív az egyetlen olyan emberi szerv, amely nem rákosodhat. A szívizomban keletkező daganatok ugyanis a legtöbb esetben jóindulatúak, de mégis van pár olyan rákos képződmény, amely nem az. Ilyen például az angiosarcoma, a rhabdomyosarcoma vagy a különböző lymphomák, amelyek károsíthatják a szívet.
A betegség előfordulása azonban nagyon ritka, a boncolások azt mutatták, hogy 12 000 rákos megbetegedés közül egy esetben fordult elő a szív rákos megbetegedése. Ezt a betegséget többek között Eric Carrnál, a KISS egykori legendás dobosánál, és valószínűsíthetően Aragóniai Katalin angol királynénál lehet a halál okaként megjelölni.